# Visesanger
En Visesanger er en sanger der har specialiseret sig i at synge viser.
Nogle danske  visesangere:
- Carl Alstrup 1877-1942
- Sigfred Pedersen 1903-1967
- Cæsar 1938-2000
- Poul Dissing 1938-
- Fin Alfred Larsen 1939-
- Ellen Heiberg 1930-
- Ella Heiberg 1890-1965
- Osvald Helmuth 1894-1966
- Frits Helmuth 1931-2004
- Bjarne Liller 1935-1993
- John Mogensen 1928-1977
- Erika Voigt 1898-1952
- Liva Weel 1897-1952
- Lulu Ziegler 1903-1973

Svenske visesangere
- Cornelis Vreeswijk

## Visens Venner
Visesang leveres også af dygtige og erfarne amatører. De har sluttet sig sammen i viseforeninger, alle med navnet Visens Venner i f.eks. Brønshøj, Taastrup, Vejle. Århus osv. alle under Visens Venner Danmark.
Ifølge formålsparagraffen skal disse foreninger være med til at udbrede kendskabet til visen – og det gøres ved at spille og synge, nye som gamle viser, dels for foreningens egne medlemmer, dels på opfordring, når der er brug for opmuntrende underholdning ved private fester.